# Ceiba salmonea
Ceiba salmonea là một loài thực vật có hoa trong họ Cẩm quỳ. Loài này được (Ulbr.) Bakh. mô tả khoa học đầu tiên năm 1924.